# Ђуро Мештеровић
Ђуро Мештеровић (Српски Итебеј, код Житишта, 18. мај 1908 — Београд, 15. јун 1990) био је лекар, учесник Шпанског грађанског рата и Народноослободилачке борбе и генерал-пуковник санитетске службе ЈНА.

## Биографија
Умро је 15. јуна 1990. у Београду и сахрањен је у Алеји заслужних грађана на Новом грбољу.
Носилац је Партизанске споменице 1941. и других југословенских одликовања, међу којима су Орден заслуга за народ са златном звездом, Орден братства и јединства са златним венцем и др.